# Rhythm Divine
"Rhythm Divine" blev första singeln ut från Enrique Iglesias engelskspråkiga album Enrique. Låten skrevs och producerades av samma låtskrivarteam som skrev hans genombrottssingel "Bailamos", Paul Barry, Mark Taylor och Brian Rawling. Videon regisserades av Francis Lawrence.

## Musikvideo
Musikvideon börjar på ett hotel, där en flicka (Claudia Mason) kommer ut från ett rum, och Enrique börjar följa henne. Han följer henne genom hela staden, till hon kommer till stranden och försvinner vid vattnet, med skorna i hand.

## Låtlista
Storbritannien, CD1
1. "Rhythm Divine" – 3:29
2. "Bailamos" (Eric Morillo, huvudsångmix) – 6:30
3. "Rhythm Divine" (video) – 3:29

Storbritannien, CD2
1. "Rhythm Divine" (Morales radiomix) – 3:13
2. "Rhythm Divine" (Fernando G klbbmix) – 5:37
3. "Rhythm Divine" (Mijango's utökade mix) – 6:57

## Listplaceringar
Låten var inte lika framgångsrik som "Bailamos", men hamnade på Top 50 i USA, Storbritannien, Frankrike, Tyskland, Australien och Nederländerna. Den spanskspråkiga versionen, "Ritmo Total", toppade Billboard Hot Latin Tracks (i fyra veckor) samt listan i Spanien. Singeln sålde platina i Ryssland, med 200 000 sålda exemplar.

### Listplaceringar
| Lista (1999–2000)                                               | Högsta position |
| Australien (ARIA)                                               | 36              |
| Österrike (Ö3 Austria Top 40)                                   | 26              |
| Belgien (Ultratop 50 Flandern)                                  | 31              |
| Belgien (Ultratop 40 Vallonien)                                 | 17              |
| Kanada (RPM)                                                    | 7               |
| Finland (Suomen virallinen lista)                               | 8               |
| Frankrike (SNEP)                                                | 27              |
| Italien (FIMI)                                                  | 7               |
| Tyskland (Media Control AG)                                     | 36              |
| Nederländerna (Mega Single Top 100)                             | 25              |
| Norge (VG-lista)                                                | 3               |
| Nya Zeeland (RIANZ)                                             | 2               |
| Spanien (PROMUSICAE)                                            | 1               |
| Sverige (Sverigetopplistan)                                     | 18              |
| Schweiz (Swiss Music Charts)                                    | 11              |
| Storbritannien (The Official Charts Company)                    | 45              |
| US Billboard Hot 100                                            | 28              |
| US Latin Songs (Billboard) Spanskspråkig version: "Ritmo Total" | 1               |
| US Hot Dance Club Songs (Billboard)                             | 4               |

### Fotnoter
1. ↑  ”Arkiverade kopian”. Arkiverad från originalet den 22 november 2012. https://www.webcitation.org/6CLyaMvAc?url=http://2m-online.ru/news/detail.php?ID=5658. Läst 20 juli 2010.
2. ↑  "Australian-charts.com - Enrique Iglesias - Rhythm Divine". ARIA Top 50 Singles. Hung Medien.
3. ↑  "Enrique Iglesias - Rhythm Divine Austriancharts.at" (in German). Ö3 Austria Top 40. Hung Medien.
4. ↑  "Ultratop.be - Enrique Iglesias - Rhythm Divine" (in Dutch). Ultratop 50. Ultratop & Hung Medien / hitparade.ch.
5. ↑  "Ultratop.be - Enrique Iglesias - Rhythm Divine" (in French). Ultratop 40. Ultratop & Hung Medien / hitparade.ch.
6. ↑  ”RPM - Library and Archives Canada - Top Singles - Volume 70, No. 13, January 31 2000”. RPM. http://www.collectionscanada.gc.ca/rpm/028020-119.01-e.php?brws_s=1&file_num=nlc008388.9707&type=1&interval=24&PHPSESSID=lvpfv0kn617bm9aedvasmf0et6. Läst 28 januari 2012.
7. ↑  "Finnishcharts.com - Enrique Iglesias - Rhythm Divine". Suomen virallinen lista. Hung Medien.
8. ↑  "Lescharts.com - Enrique Iglesias - Rhythm Divine" (in French). Les classement single. Hung Medien.
9. ↑  "Italiancharts.com - Enrique Iglesias - Rhythm Divine". Top Digital Download. Hung Medien.
10. ↑  "Musicline.de - Chartverfolgung - Enrique Iglesias - Rhythm Divine" (in German). Media Control Charts. PhonoNet GmbH.
11. ↑  "Dutchcharts.nl - Enrique Iglesias - Rhythm Divine" (in Dutch). Mega Single Top 100. Hung Medien / hitparade.ch.
12. ↑  "Topp 20 Single uke 02, 2000 - VG-lista. Offisielle hitlister fra og med 1958" (in Norwegian). VG-lista. Verdens Gang AS.
13. ↑  "Charts.org.nz - Enrique Iglesias - Rhythm Divine". Top 40 Singles. Hung Medien.
14. ↑  "Spanishcharts.com - Enrique Iglesias - Rhythm Divine" Canciones Top 50. Hung Medien.
15. ↑  "Swedishcharts.com - Enrique Iglesias - Rhythm Divine". Singles Top 60. Hung Medien.
16. ↑  "Enrique Iglesias - Rhythm Divine swisscharts.com". Swiss Singles Chart. Hung Medien.
17. ↑  "Archive Chart" UK Singles Chart. The Official Charts Company.
18. ↑  "Enrique Iglesias Album & Song Chart History" Billboard Hot 100 for Enrique Iglesias. Prometheus Global Media.
19. ↑  "Enrique Iglesias Album & Song Chart History" Billboard Latin Songs for Enrique Iglesias. Prometheus Global Media.
20. ↑  "Enrique Iglesias Album & Song Chart History" Billboard Hot Dance/Club Play for Enrique Iglesias. Prometheus Global Media.